# 방백 (대사)
방백(aside)은 등장인물이 청중에게 말하는 극적인 장치이다. 관례에 따르면, 관객은 등장인물의 연설이 무대 위의 다른 등장인물에게 들리지 않는다는 것을 깨닫는다. 이는 청중에게 명시적으로 전달될 수도 있고, 발설하지 않은 생각을 나타낼 수도 있다. 방백은 일반적으로 독백과 같은 연설보다는 간단한 논평이다.
방백은 1990년 BBC 미니 시리즈 하우스 오브 카드에서 Ian Richardson의 캐릭터 프란시스 우르콰트(Francis Urquhart)와 2013년 동명의 넷플릭스 오리지널 시리즈(하우스 오브 카드 (미국의 드라마))에서 케빈 스페이시의 캐릭터 프랭크 언더우드(Frank Underwood)가 사용했다. 쇼에서 종종 복잡한 정치를 설명하거나, 캐릭터의 계획, 감정이 무엇인지 설명하거나, 단순히 유머러스한 효과를 내기 위해 사용할 수 있다.
또한 채널 4 코미디 시리즈 추잉 검(Chewing Gum)에서 미케일라 코얼의 캐릭터 트레이시(Tracey)가 사용했다. 그리고 피비 월러브리지가 각본을 쓰고 연기한 플리백의 주인공이 맡았다.